# Goldrake/Vega
Goldrake è il secondo singolo del gruppo musicale italiano Actarus, pubblicato il 15 dicembre 1978 come secondo estratto dall'album Atlas UFO Robot. Il disco contiene la seconda sigla di coda, utilizzata tra gli episodi 26-71, dell'anime UFO Robot Goldrake.

## Descrizione
Il brano Goldrake  è stato scritto da Luigi Albertelli (voce di Alabarda spaziale), su musica e arrangiamento di Vince Tempera e Massimo Luca. Il successo del disco pur non eguagliando il predecessore, fu di tutto rispetto, tanto da toccare la settima posizione in classifica e risultando il trentasettesimo singolo più venduto del 1979. Vega è un brano tratto dalla colonna sonora del film Goldrake all'attacco, scritto da Luigi Albertelli su musica e arrangiamento di Vince Tempera e Ellade Bandini e Massimo Luca.
Secondo i racconti di Vince Tempera e Luigi Albertelli, a invocare le famose armi di Goldrake nella sigla fu Giampiero Scussel, della Fonit Cetra, entusiasmato dal successo di vendita del precedente singolo "Ufo Robot".
Il disco è stato stampato su vinile nero per il mercato ufficiale, e su vinile blu in pochissime copie come test pressing, risultando così molto quotato dai collezionisti per la sua rarità.
Entrambi i brani vennero inseriti, oltre che nell'album Atlas UFO Robot, in numerose compilation.

## Tracce
1. Goldrake – 3:25 (Luigi Albertelli, Massimo Luca, Vince Tempera)
2. Vega – 4:12 (Luigi Albertelli, Ellade Bandini, Massimo Luca, Vince Tempera)

Durata totale: 7:37